# Darius Olaru
Darius Dumitru Olaru (ur. 3 marca 1998 w Mediaș) – rumuński piłkarz grający na pozycji pomocnika w FCSB oraz w reprezentancji Rumunii.

## Kariera klubowa

### Gaz Metan
Olaru jest wychowankiem swojego rodzinnego klubu Gaz Metan Mediaș, w którym grał jako junior. Olaru zadebiutował w seniorskiej drużynie Gaz Metan Mediaș 29 sierpnia 2015 roku, występując w wygranym 2-1 wyjazdowym meczu z UTA Arad w drugiej lidze. W trakcie kampanii rozegrał dwanaście meczów i strzelił dwa gole, a klub z jego rodzinnego miasta powrócił do I ligi po zaledwie roku nieobecności. Olaru zadebiutował w pierwszej lidze 19 września 2016 roku w wygranym 2:0 meczu z broniącą tytułu Astrą Giurgiu. 23 maja 2017 roku strzelił swojego pierwszego ligowego gola z rzutu karnego w wygranym 3:0 meczu z Concordią Chiajna.

### FCSB
Na początku 2018 roku Olaru podpisał wstępny kontrakt z inną drużyną Ligi I, FCSB, ale początkowo ruch nie doszedł do skutku po tym, jak nie udało się uzgodnić opłaty transferowej.  W maju następnego roku klub ponownie wykazał zainteresowanie i podpisał z nim kontrakt za nieujawnioną kwotę, a umowa przewidywała jego dołączenie do drużyny na początku 2020 roku. Olaru został oficjalnie zaprezentowany jako zawodnik FCSB 7 stycznia 2020 roku i otrzymał koszulkę z numerem 27. Po raz pierwszy wystąpił w Roș-albaștrii w przegranym 0:1 meczu z CFR Cluj 2 lutego, a cztery dni później strzelił pierwszego gola w wygranym 2:1 meczu z Voluntari. Olaru został wybrany do Drużyny Sezonu 2020/21 przez Liga Profesionistă de Fotbal.

## Statystyki kariery

### Klubowe
(aktualne na dzień 26 listopada 2023)
| Klub               | Sezon              | Liga               | Liga  | Liga   | Puchar kraju | Puchar kraju | Europa | Europa | Inne  | Inne   | Suma  | Suma   |
| Klub               | Sezon              | Liga               | Mecze | Bramki | Mecze        | Bramki       | Mecze  | Bramki | Mecze | Bramki | Mecze | Bramki |
| ------------------ | ------------------ | ------------------ | ----- | ------ | ------------ | ------------ | ------ | ------ | ----- | ------ | ----- | ------ |
| Gaz Metan Mediaș   | 2014/15            | Liga II            | 12    | 2      | 0            | 0            | –      | –      | –     | –      | 12    | 2      |
| Gaz Metan Mediaș   | 2015/16            | Liga I             | 10    | 1      | 2            | 0            | –      | –      | –     | –      | 12    | 1      |
| Gaz Metan Mediaș   | 2016/17            | Liga I             | 36    | 1      | 4            | 0            | –      | –      | –     | –      | 40    | 1      |
| Gaz Metan Mediaș   | 2017/18            | Liga I             | 34    | 4      | 1            | 0            | –      | –      | –     | –      | 35    | 4      |
| Gaz Metan Mediaș   | 2018/19            | Liga I             | 21    | 3      | 0            | 0            | –      | –      | –     | –      | 21    | 3      |
| Gaz Metan Mediaș   | Łącznie            | Łącznie            | 113   | 11     | 7            | 0            | 0      | 0      | 0     | 0      | 120   | 11     |
| Steaua             | 2019/20            | Liga I             | 12    | 2      | 4            | 1            | –      | –      | –     | –      | 16    | 3      |
| Steaua             | 2020/21            | Liga I             | 30    | 7      | 0            | 0            | 1      | 1      | –     | –      | 31    | 8      |
| Steaua             | 2021/22            | Liga I             | 36    | 6      | 1            | 0            | 0      | 0      | –     | –      | 37    | 6      |
| Steaua             | 2022/23            | Liga I             | 37    | 1      | 0            | 0            | 10     | 0      | –     | –      | 47    | 1      |
| Steaua             | 2023/24            | Liga I             | 17    | 7      | 2            | 0            | 4      | 0      | –     | –      | 23    | 7      |
| Steaua             | Łącznie            | Łącznie            | 132   | 23     | 7            | 1            | 15     | 1      | 0     | 0      | 154   | 25     |
| Łącznie w karierze | Łącznie w karierze | Łącznie w karierze | 245   | 34     | 14           | 1            | 15     | 1      | 0     | 0      | 274   | 36     |